# Sojuz 25
Sojuz 25  (rusky: Союз 25) byla kosmická loď SSSR z roku 1977, která se svou posádkou absolvovala let k sovětské orbitální stanici Saljut 6. Spojení s ní se však nezdařilo a loď se vrátila na Zemi. Sojuz 25 podle katalogu COSPAR dostal označení 1977-99A a byl 60 registrovaným letem kosmické lodě s lidmi na palubě ze Země. Jejím volacím znakem byl FOTON.

## Konstrukce lodě
Udaná startovací hmotnost byla 6850 kg. Loď se obdobně jako ostatní lodě Sojuz skládala ze tří částí, kulovité orbitální sekce, návratové kabiny a sekce přístrojové. Měla namontováno spojovací zařízení.

## Posádka
Dvoučlennou posádku tvořili tito kosmonauti:
- Vladimir Kovaljonok, 35 roků, velitel lodě, první let
- Valerij Rjumin, 38 roků, první let

### Záložní posádka
- Jurij Romaněnko – velitel
- Alexandr Ivančenkov – letový inženýr

## Průběh letu
Cílem letu bylo dopravit na orbitální stanici Saljut 6 první dlouhodobou posádku. Loď odstartovala 9. října 1977 časně ráno z kosmodromu Bajkonur s pomocí rakety Sojuz U. Po dosažení orbitální dráhy byla provedena úprava dráhy, takže kosmická loď létala ve výši 280 až 318 km nad Zemí. Po další korekci dráhy byl 10. října zapnut automatický naváděcí systém. Ve vzdálenosti 120 metrů mezi oběma tělesy kosmonauti přešli na ruční ovládání závěrečné spojovací operace. Spojení se však nezdařilo kvůli nehermetičnosti spojovacího zařízení a proto tak jako Sojuz 23 se i Sojuz 25 vrátil předčasně na Zem.. Kabina s posádkou přistála 11. října 1977 s pomocí padákového systému a motoru na území Kazachstánu, poblíž města Atbasaru, 185 km severozápadně od města Celinograd. Let trval dva dny.

## Důvody neúspěšného spojení
Pravděpodobnou příčinou neúspěchu bylo vadné stykovací zařízení lodi Sojuz 25. Toto však při přistávání shořelo v atmosféře, takže nebylo možno stanovit konkrétní důvod selhání. Stykovací část orbitální stanice Saljut 6 byla v pořádku, což potvrdily následující lety lodí Sojuz.
Protože k neúspěšnému spojení Sojuzu se stanicí došlo krátce po sobě podruhé, po letu byly promíchány připravené posádky tak, aby v každé z nich byl jeden zkušený kosmonaut.